# مك كوك (إلينوي)
مك كوك (بالإنجليزية: McCook)‏ هي قرية تقع في الولايات المتحدة في إلينوي. يقدر عدد سكانها بـ 228 نسمة .

## الموقع الجغرافي
الموقع الجغرافي للمناطق المحيطة بهذه النقطة هو كالتالي: